# Filles de la Miséricorde et de la Croix
Les Filles de la Miséricorde et de la Croix sont une congrégation religieuse féminine enseignante et hospitalière de droit pontifical.

## Histoire
La congrégation est fondée le 14 septembre 1892 à Partinico par Marie Rose Zangara (1846-1914) avec l'autorisation de Domenico Gaspare Lancia di Brolo (it), O.S.B, archevêque de Monreale. Ce dernier érige la communauté de droit diocésain par décret du 24 mars 1897.
L'institut reçoit le décret de louange le 10 décembre 1928 et ses constitutions sont définitivement approuvées le 3 août 1937 par le Saint-Siège.

## Activités et diffusion
Les sœurs se consacrent à la garde des enfants, en particulier des abandonnés et des malades.
Elles sont présentes en:
- Europe : Italie, Roumanie.
- Amérique : Mexique.
- Afrique : Éthiopie.

La maison-mère est à Palerme. 
En 2017, la congrégation comptait 117 sœurs dans 25 maisons.